# Dirk Muschiol
Dirk Muschiol (* 13. April 1969) ist ein ehemaliger deutscher Fußballspieler. 

## Leben
Von den Reinickendorfer Füchsen wechselte der Verteidiger 1990 zu Blau-Weiß 90 Berlin und bestritt mit der Mannschaft zwischen 1990 und 1992 28 Begegnungen in der 2. Fußball-Bundesliga.
In der Saison 1993/94 kam Muschiol zu 27 weiteren Zweitligaeinsätzen, diesmal mit Tennis Borussia Berlin. Später spielte er als Libero für Tennis Borussias Amateurmannschaft, mit der er 2000 den Paul-Rusch-Pokal gewann.